# Дискографія Noir Désir
Noir Désir, французький рок-гурт, випустив п'ять повноформатних студійних альбомів, тринадцять синглів, один міні-альбом, два концертні альбоми, один концертний DVD, два альбоми-компіляції і один альбом реміксів.
У 1985 році Noir Désir підписали контракт з Disques Barclay, випустивши, два роки по тому, міні-альбом «Où veux tu qu'je r'garde ?». У 1989 році вони були прорвати успіху зі своїм повноцінний дебютним альбом «Veuillez rendre l'âme (à qui elle appartient)», який містив хіт-сингл «Aux sombres héros de l'amer». У наступні роки були видані менш успішні альбоми «Du ciment sous les plaines» та «Tostaky» в 1991 і 1992 роках відповідно.
У 1994 році група випустила свій перший концертний альбом «Dies Irae». У 1996 році вони випустили дуже успішний «666.667 Club», який отримав два платинових диска від SNEP і був проданий тиражем понад мільйон копій. У 1998 році група випустила альбом реміксів, а потім, у вересні 2001 року випустили свій шостий студійний альбом «Des Visages Des Figures», було продано більше мільйона копій і тільки за перші два місяці продажів, став двічі платиновим. Вони випустили свій другий концертний альбом і концертний DVD в 2005 році, «Noir Désir En Public» та «Noir Désir En Images» відповідно.

## Студійні альбоми
| Рік                                                                                   | Подробиці релізу                                                                                  | Місце зайняте у чартах | Місце зайняте у чартах | Місце зайняте у чартах | Сертифікації (sales thresholds) |
| Рік                                                                                   | Подробиці релізу                                                                                  | Франція                | Бельгія (Валонія)      | Швейцарія              | Сертифікації (sales thresholds) |
| ------------------------------------------------------------------------------------- | ------------------------------------------------------------------------------------------------- | ---------------------- | ---------------------- | ---------------------- | ------------------------------- |
| 1987                                                                                  | Où veux tu qu'je r'garde ? - Випущено: 1987 - Лейбл: Barclay                                      | —                      | —                      | —                      |                                 |
| 1989                                                                                  | Veuillez rendre l'âme (à qui elle appartient) - Випущено: 29 січня 1989 - Лейбл: Barclay (831484) | 36                     | —                      | —                      | FR: Золотий                     |
| 1991                                                                                  | Du ciment sous les plaines - Випущено: січень 1991 - Лейбл: Barclay (831484)                      | 109                    | —                      | —                      | FR: Золотий                     |
| 1992                                                                                  | Tostaky - Випущено: грудень 1992 - Лейбл: Barclay (5490922)                                       | 40                     | —                      | —                      | FR: Золотий                     |
| 1996                                                                                  | 666.667 Club - Випущено: 8 листопада 1996 - Лейбл: Polydor (533442)                               | 1                      | 9                      | —                      | FR: 2× Платиновий               |
| 2001                                                                                  | Des Visages Des Figures - Випущено: 11 вересня, 2001 - Лейбл: Polygram (5892752)                  | 1                      | 1                      | 2                      | FR: 2× Платиновий               |
| «—» позначає релізи, які не ввійшли в чарти або не були видані на вказаній території. |                                                                                                   |                        |                        |                        |                                 |

## Сингли
| Рік                                                                                   | Назва                         | Місце у чартах | Місце у чартах | Місце у чартах | Альбом                                        |
| Рік                                                                                   | Назва                         | Франція        | Бельгія        | Італія         | Альбом                                        |
| ------------------------------------------------------------------------------------- | ----------------------------- | -------------- | -------------- | -------------- | --------------------------------------------- |
| 1987                                                                                  | "Où veux-tu qu'je r'garde ?"  | —              | —              | —              | Où veux-tu qu'je r'garde ?                    |
| 1987                                                                                  | "Toujours être ailleurs"      | —              | —              | —              | Où veux-tu qu'je r'garde ?                    |
| 1989                                                                                  | "Aux sombres héros de l'amer" | 31             | —              | —              | Veuillez rendre l'âme (à qui elle appartient) |
| 1989                                                                                  | "Les Écorchés"                | —              | —              | —              | Veuillez rendre l'âme (à qui elle appartient) |
| 1992                                                                                  | "Tostaky"                     | 21             | —              | —              | Tostaky                                       |
| 1993                                                                                  | "Lolita Nie En Bloc"          | 38             | —              | —              | Tostaky                                       |
| 1993                                                                                  | "Ici Paris"                   | —              | —              | —              | Tostaky                                       |
| 1994                                                                                  | "Merlène (live)"              | —              | —              | —              | Dies Irae                                     |
| 1997                                                                                  | "L'Homme pressé"              | 15             | —              | —              | 666.667 Club                                  |
| 1997                                                                                  | "À ton étoile"                | —              | —              | —              | 666.667 Club                                  |
| 1998                                                                                  | "Fin de siècle (G.L.Y.O.)"    | —              | —              | —              | One Trip/One Noise                            |
| 2002                                                                                  | "Le Vent Nous Portera"        | 3              | 7              | 1              | Des visages des figures                       |
| 2002                                                                                  | "Lost"                        | 50             | —              | —              | Des visages des figures                       |
| "—" позначає релізи, які не ввійшли в чарти або не були видані на вказаній території. |                               |                |                |                |                                               |

## Видання концертних виступів
| Рік                                                                                   | Подробиці                                                               | Місце у чартах | Місце у чартах | Місце у чартах |
| Рік                                                                                   | Подробиці                                                               | FRA            | BEL(wa)        | SWI            |
| ------------------------------------------------------------------------------------- | ----------------------------------------------------------------------- | -------------- | -------------- | -------------- |
| 1994                                                                                  | Dies Irae - Видано: 27 січня 1994 - Лейбл: Mercury (9845017)            | 149            | —              | —              |
| 2004                                                                                  | Nous N'Avons Fait Que Fuir - Видано: травень 2004 - Лейбл: Verticales   | —              | —              | —              |
| 2005                                                                                  | Noir Désir En Public - Видано: 19 вересня 2005 - Лейбл: Barclay (31526) | 1              | 2              | 4              |
| «—» позначає релізи, які не ввійшли в чарти або не були видані на вказаній території. |                                                                         |                |                |                |

## Компіляції
- Compilation (1994) (видана тільки на території Німеччини[11])
- One Trip/One Noise (15 грудня 1998) (збірка реміксів) #23 Франція[4]
- En route pour la joie (Січень 2000) #73 Франція[4]

## VHS/DVD
- Noir Désir (1995)
- On Est Au Monde (1998)
- En Images DVD (19 вересня 2005) #30 Швейцарія[6]

## Інше
- «En Route Pour La Joie» (1992), 7" промо
- «Versions.» (1992), промо
- «Gagnants/Perdants»/«Le Temps des cerises» (12 листопада 2008)